# جيمس فيلا بليك
جيمس فيلا بليك (بالإنجليزية: James Vila Blake)‏ هو شاعر أمريكي، ولد في 21 يناير 1842 في بروكلين في الولايات المتحدة، وتوفي في 28 أبريل 1925 في شيكاغو في الولايات المتحدة.

## وصلات خارجية
- جيمس فيلا بليك على موقع ميوزك برينز (الإنجليزية)